# Boudewijn Seapark
Le Boudewijn Seapark est un parc à thème et un parc animalier belge flamand, situé dans la province de Flandre-Occidentale, à Bruges, dans le quartier Sint-Michiels. Il doit son nom au roi Baudouin (Boudewijn en néerlandais, prononcé : /ˈbʌːdəˌβ̞ɛːn/). Fondé en 1963 par le bourgmestre Michel Van Maele, sous le nom de Boudewijnpark, il est depuis 2004 la propriété du groupe espagnol Aspro-Ocio.
Sa notoriété tient notamment au fait qu'il comprend le seul delphinarium de Belgique, où sont présentés des grands dauphins. Ceux-ci participent à des spectacles, tout comme les autres mammifères marins du parc, des otaries de Californie et des phoques communs. Parmi les autres installations du parc, on trouve un spectacle de rapaces ainsi qu'une ménagerie d'animaux domestiques et d'animaux sauvages. Le parc comprend également plusieurs attractions : un carrousel, une patinoire et des salles d'exposition.
Il n'est pas membre de l'Association européenne des zoos et aquariums.

## Histoire
Boudewijn Seapark a ouvert ses portes en 1963 sous le nom de Boudewijnpark, en hommage au Roi Baudouin. Celui-ci s'était récemment marié à Fabiola de Mora y Aragón. L'emplacement du parc correspond au lac dénommé à l'époque Cloetjesput et à ses abords. Il s'agissait alors d'une salle de loisirs de quartier, avec plusieurs terrains de jeux, des courts de tennis, une piscine et un salon de thé. Les propriétaires étaient le bourgmestre Michel Van Maele ainsi que quelques investisseurs.
En 1977, une horloge astronomique provenant de Saint-Nicolas fut proposée aux visiteurs. Cette horloge, créée par le fabricant de montres et horloges Heirman Edgard (1919-2002), mesure cinq mètres de haut et huit mètres de large et se compose de plus de 90 000 pièces fixes et mobiles. Cependant en 2008, l'horloge a été vendue et déménagea à "Château Rose" à Waasmunster. Un cinéma de 220 places s'installa en lieu et place de l'horloge.
Le parc a été acquis en 2004 par le groupe espagnol Aspro-Ocio, propriétaire de vingt-deux parcs aquatiques et parcs animaliers en Europe, dont douze disposent d'un aquarium. La fréquentation atteint cette saison un total de 350 000 visiteurs. Boudewijnpark ouvrit en 2005, sous son nouveau nom, Boudewijn Seapark.
En 2009, Boudewijn Seapark inaugure une nouvelle attraction, Bobo's Indoor. Ce parc couvert de plus de 2 000 m2 contient une plaine de jeu avec une piscine à balles, un phare à escalader, des mini-autos tamponneuses, etc. Bobo's Indoor a la particularité d'ouvrir toute l'année, contrairement aux autres attractions. La saison 2015 voit à la fin août près de 350 000 visiteurs arpenter les allées du parc avant la fin de la période d'ouverture.

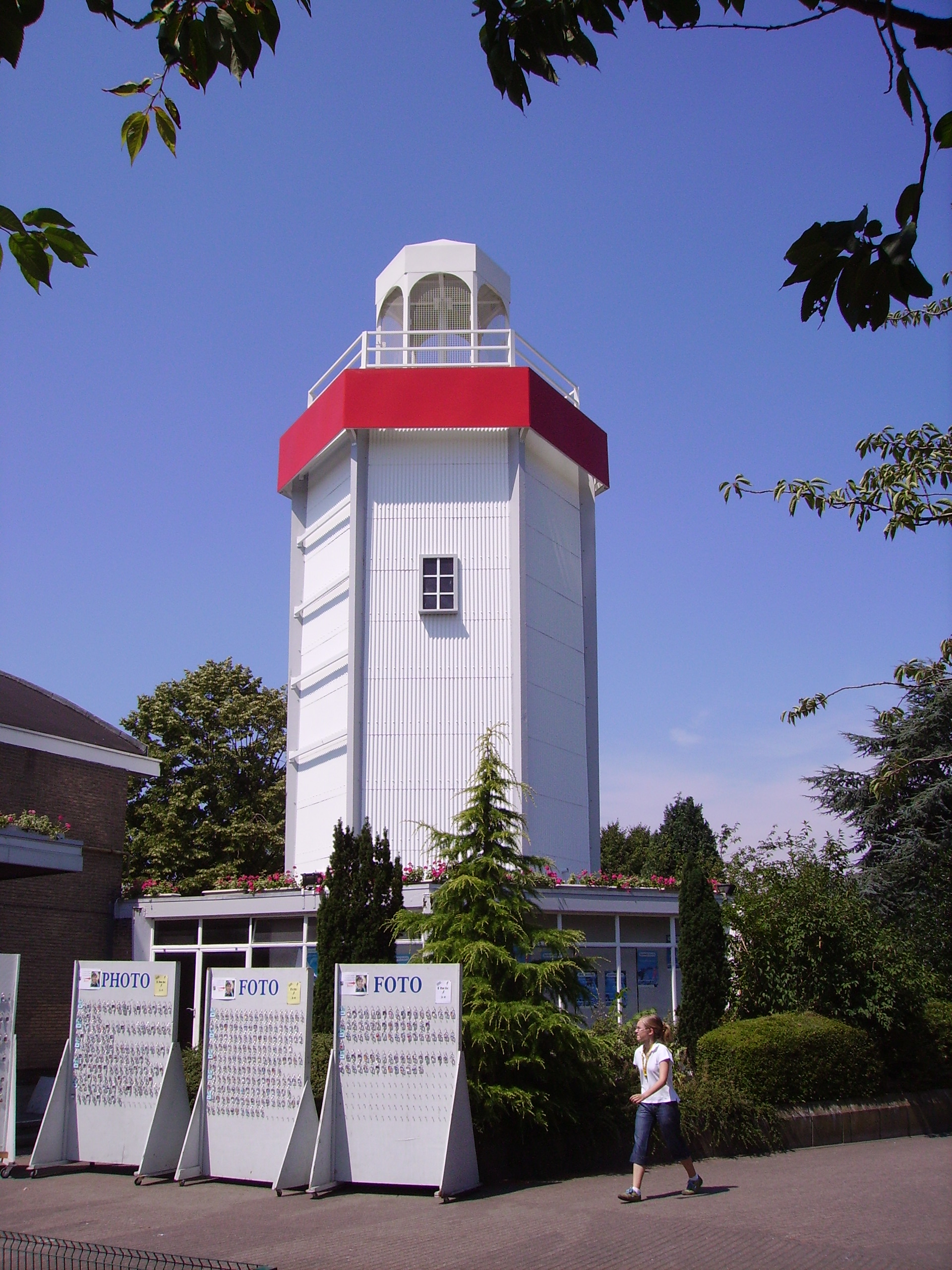
Le phare près de l'entrée.
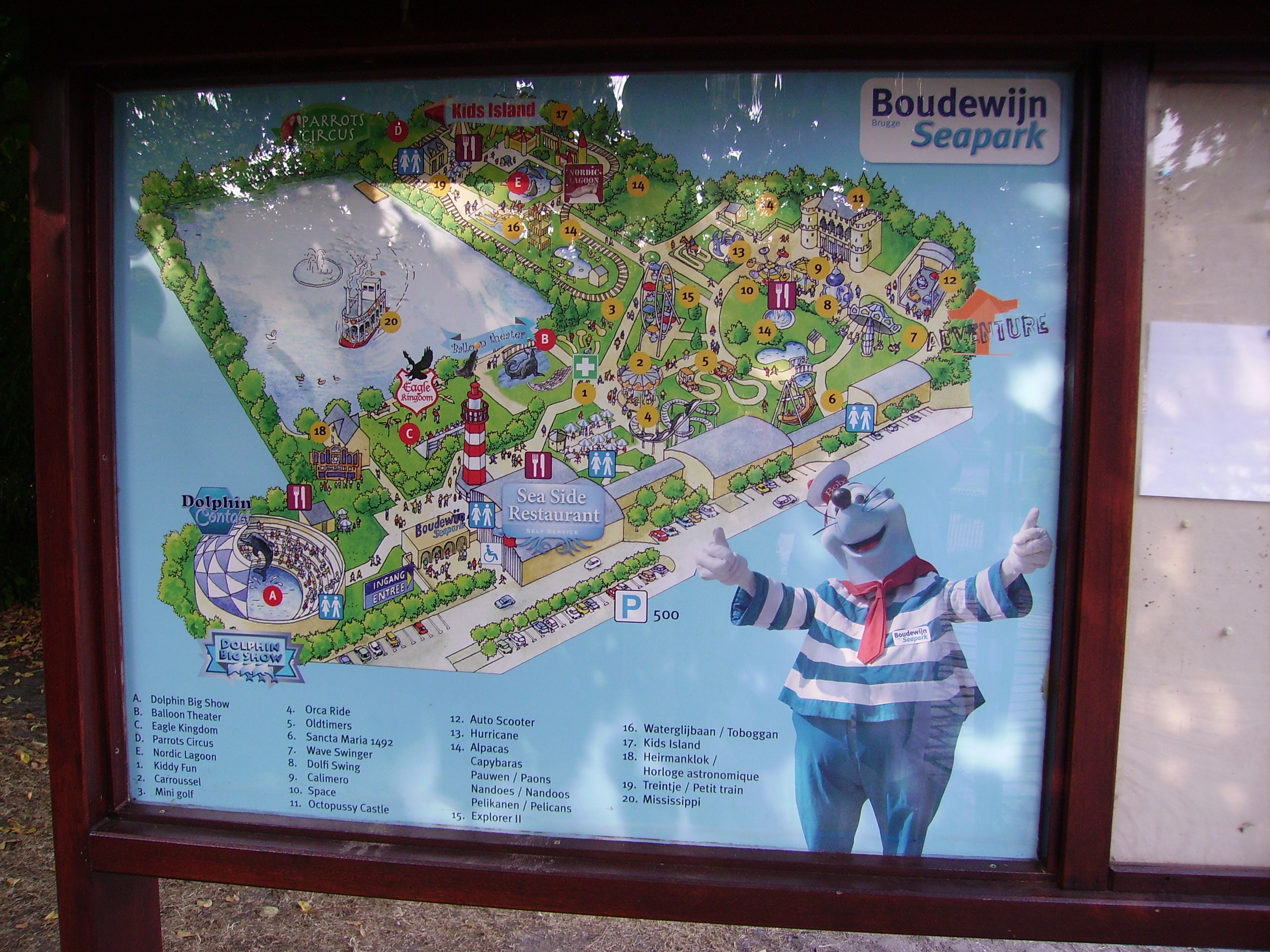
Plan du parc datant de 2006.
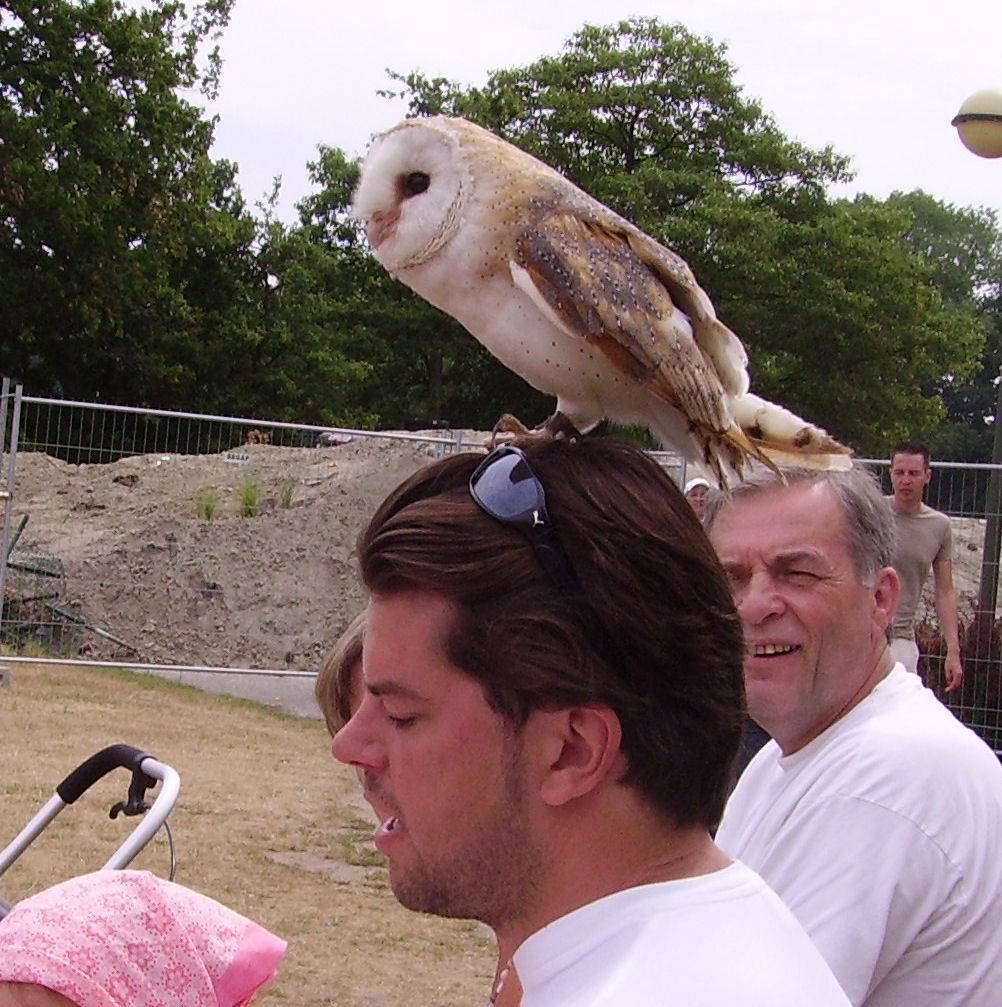
Spectacle de rapaces.

## Installations et animaux présentés
Il comprend le seul delphinarium de Belgique, où sont présentés des grands dauphins. Ceux-ci participent à des spectacles, tout comme les autres mammifères marins du parc, des otaries de Californie et des phoques communs.
Parmi les autres installations du parc, on trouve un spectacle d'oiseaux avec des aigles, des vautours, des hiboux, des buses et des faucons ainsi qu'une ménagerie d'animaux domestiques (alpagas, chèvres anglo-nubiennes, cochons vietnamiens et ânes) et d'animaux sauvages (nandous, paons bleus, capybaras, pélicans et cerfs).

### Delphinarium

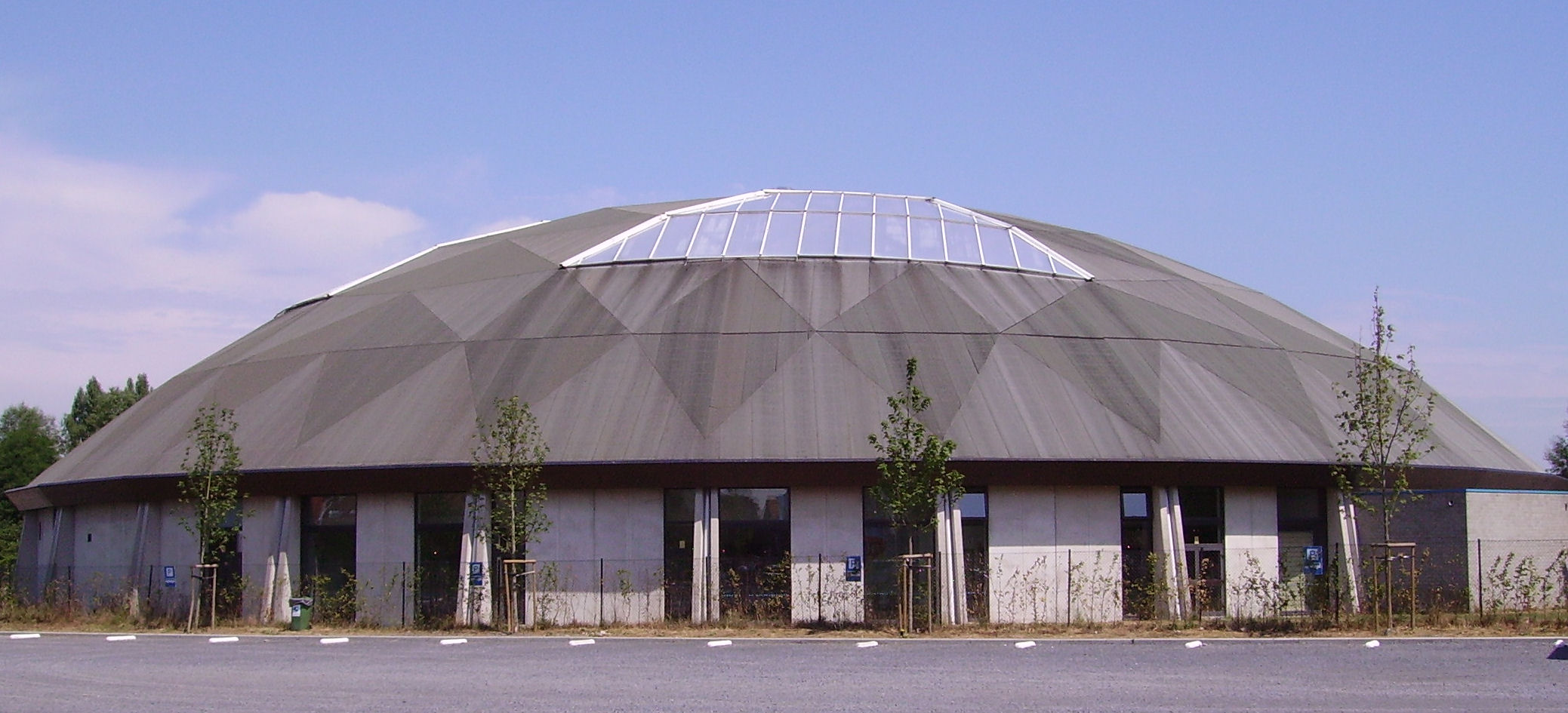
Vue extérieure du delphinarium.

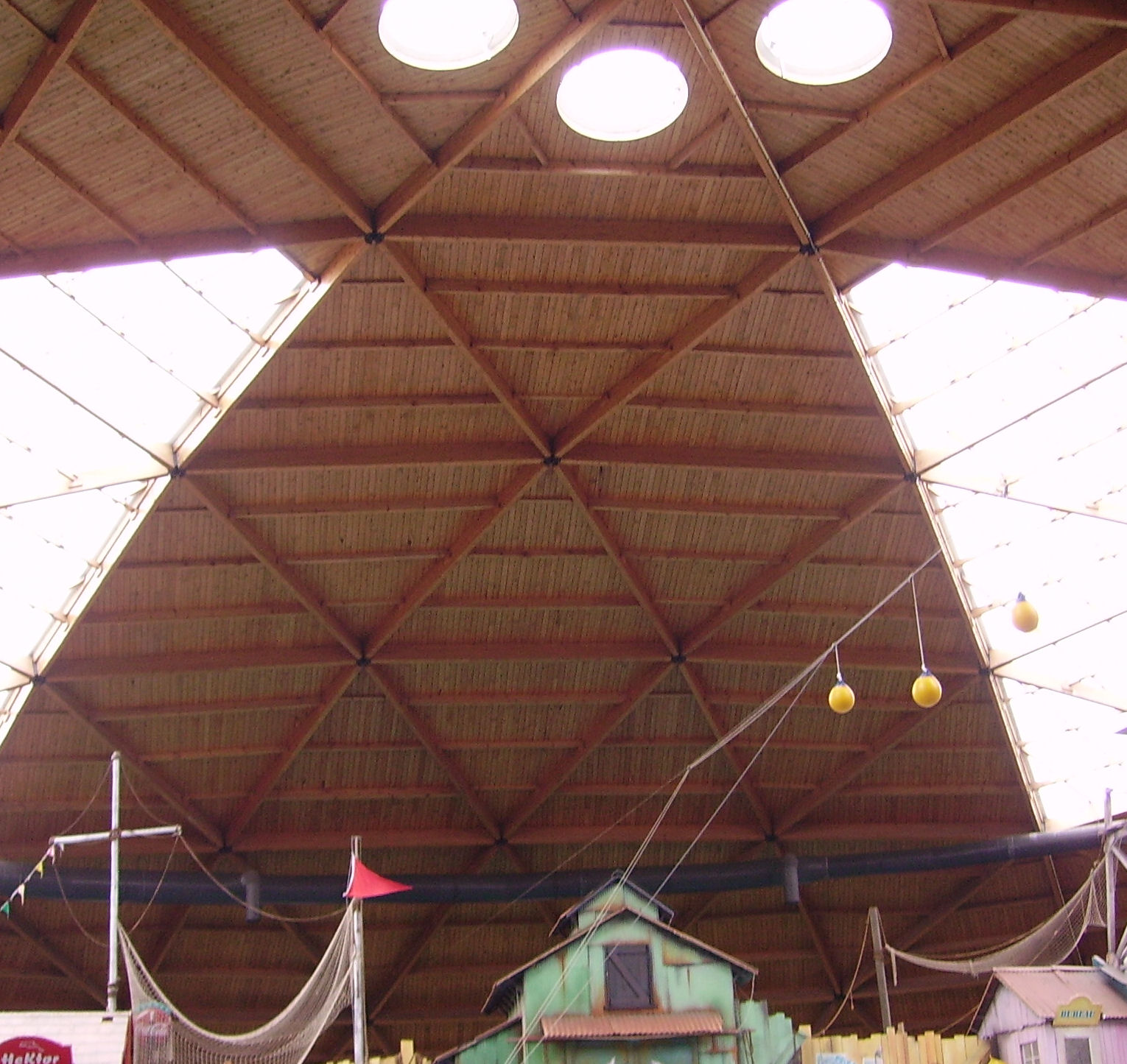
Vue intérieure du toit du delphinarium.

Le delphinarium fut ouvert en 1972. Le bâtiment de celui-ci et le zoo de reptiles attenant ont subi un incendie en 1988. En 1990, le parc a ouvert un nouveau delphinarium. Il est composé de 1 600 places assises et présente huit grands dauphins et des otaries.
Le bassin a une superficie de 850 m2, est profond de 6 mètres et contient 3 millions de litres d'eau de mer. Le public peut voir les dauphins à travers la paroi en verre acrylique de 40 mètres de long, 1,6 mètre de haut et 6 cm d'épaisseur. Des représentations ont lieu plusieurs fois par jour. Le décor représente un port de pêche des Caraïbes.
Composé de huit dauphins en 2020, le groupe comprend deux mâles et six femelles. Ils sont âgés de 9 à 58 ans.

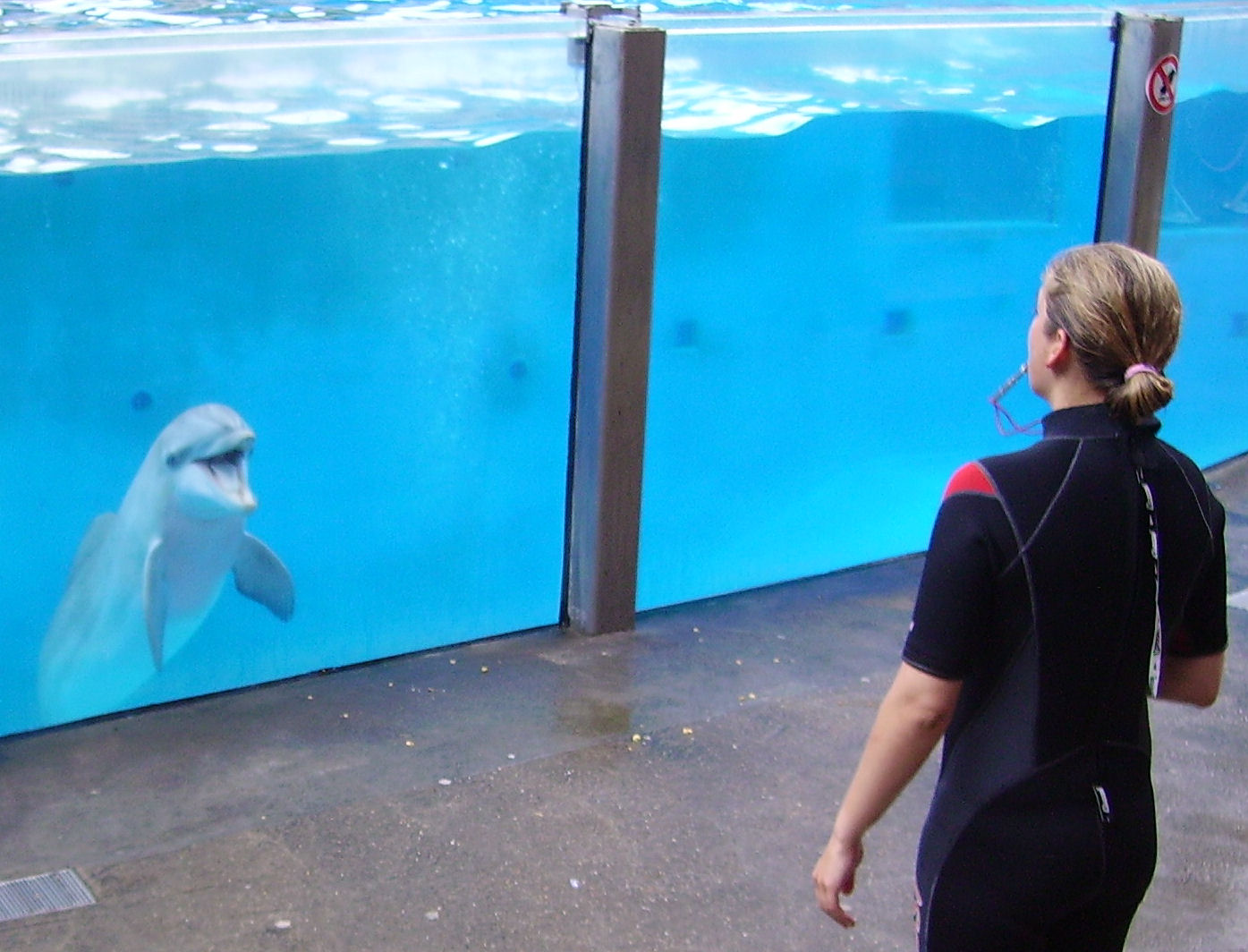
Dauphin et son dresseur.
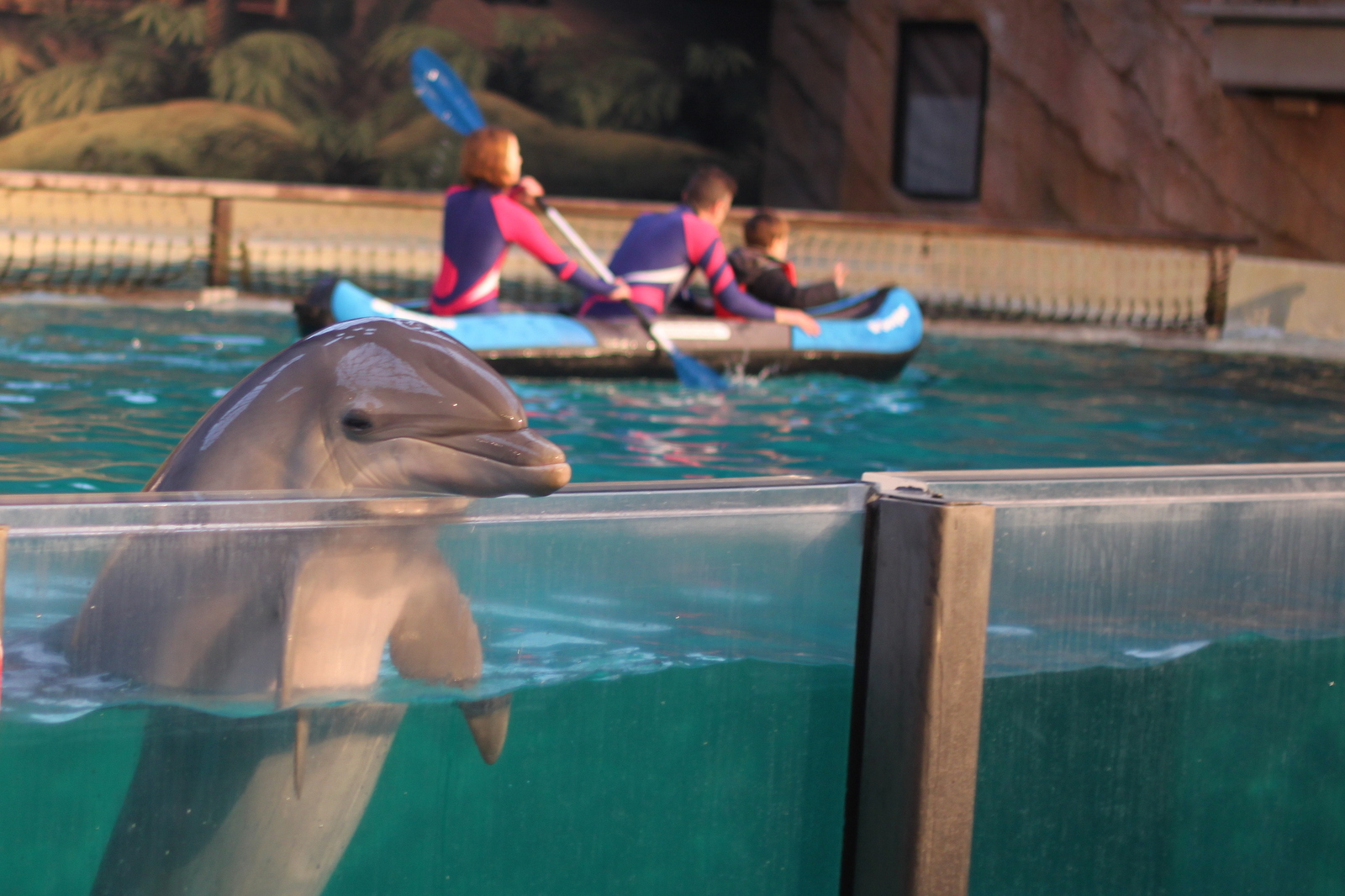
Un dauphin et un kayak.
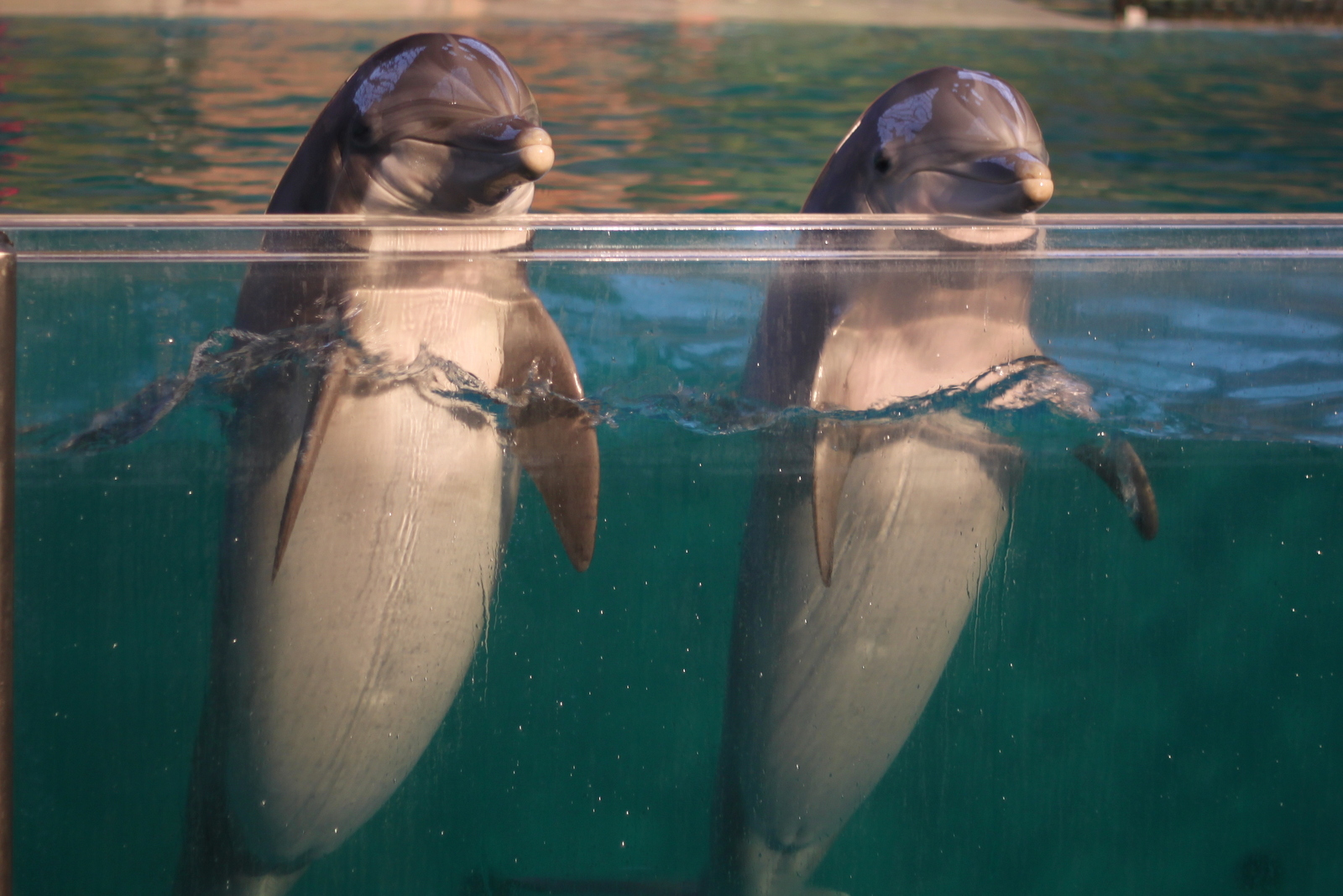
Deux des dauphins.

### Phoques et otaries
Un nouveau théâtre des otaries voit le jour en 2007.

## Attractions et spectacles

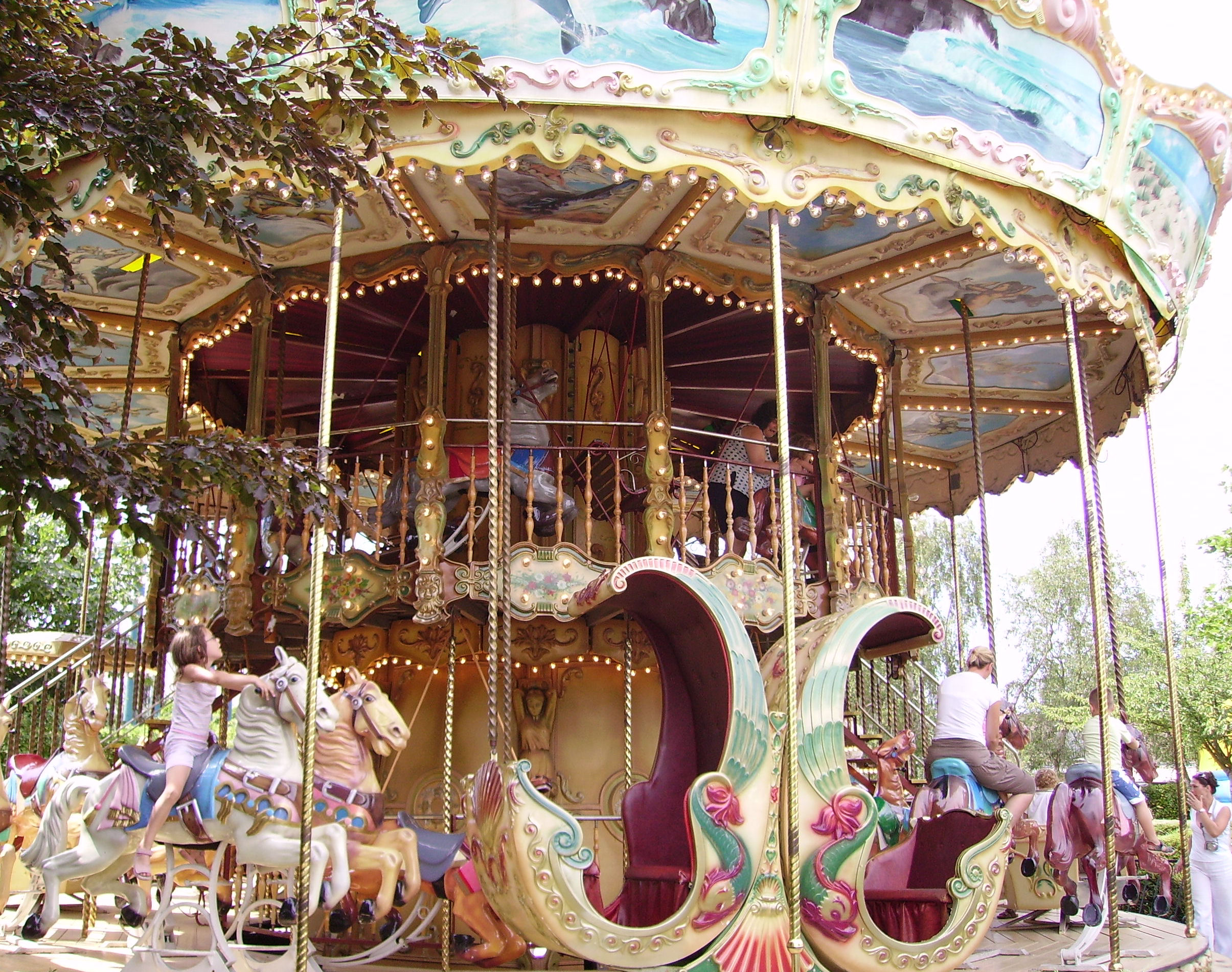
Carrousel de chevaux de bois.

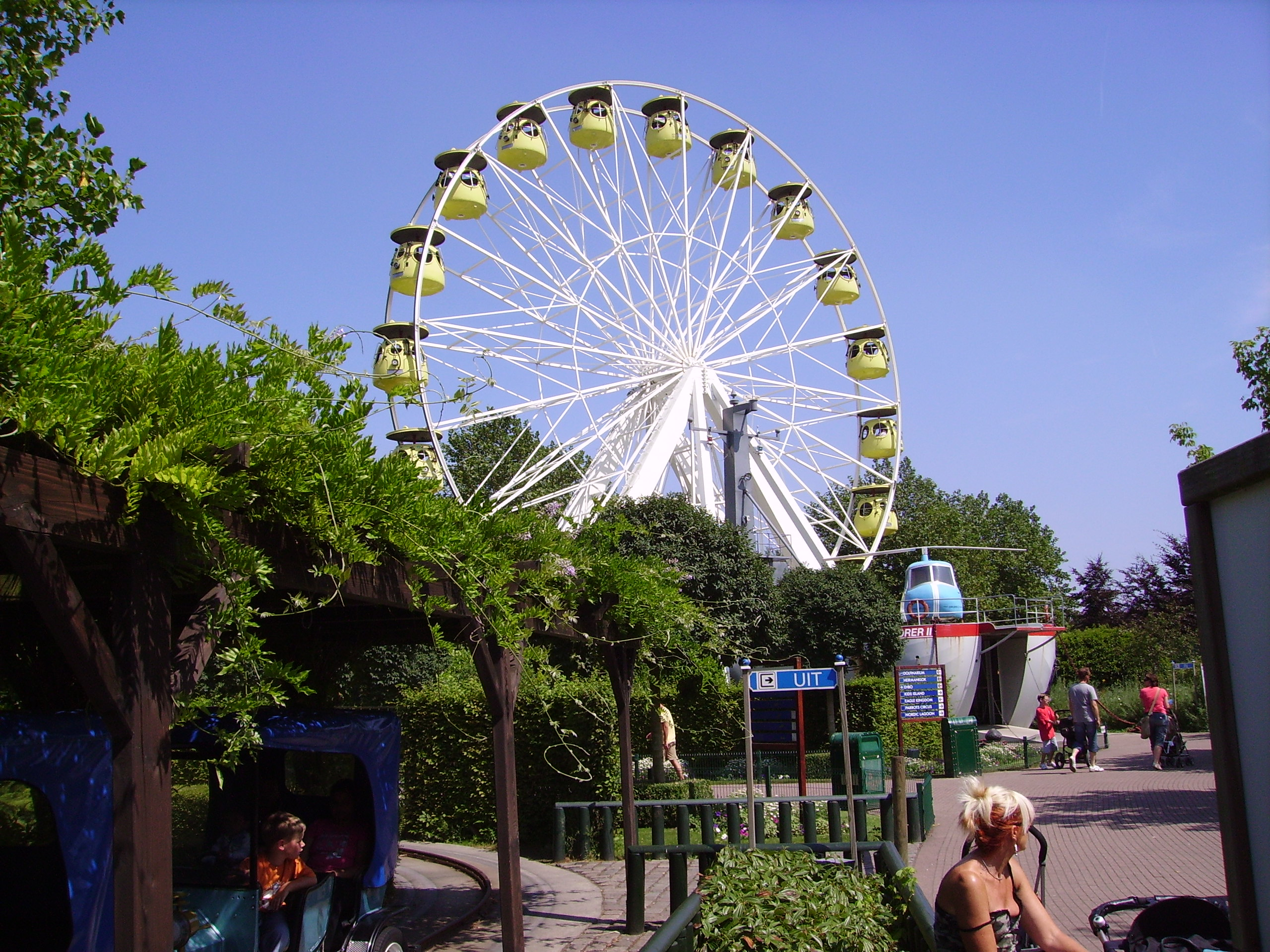
Explorer II.

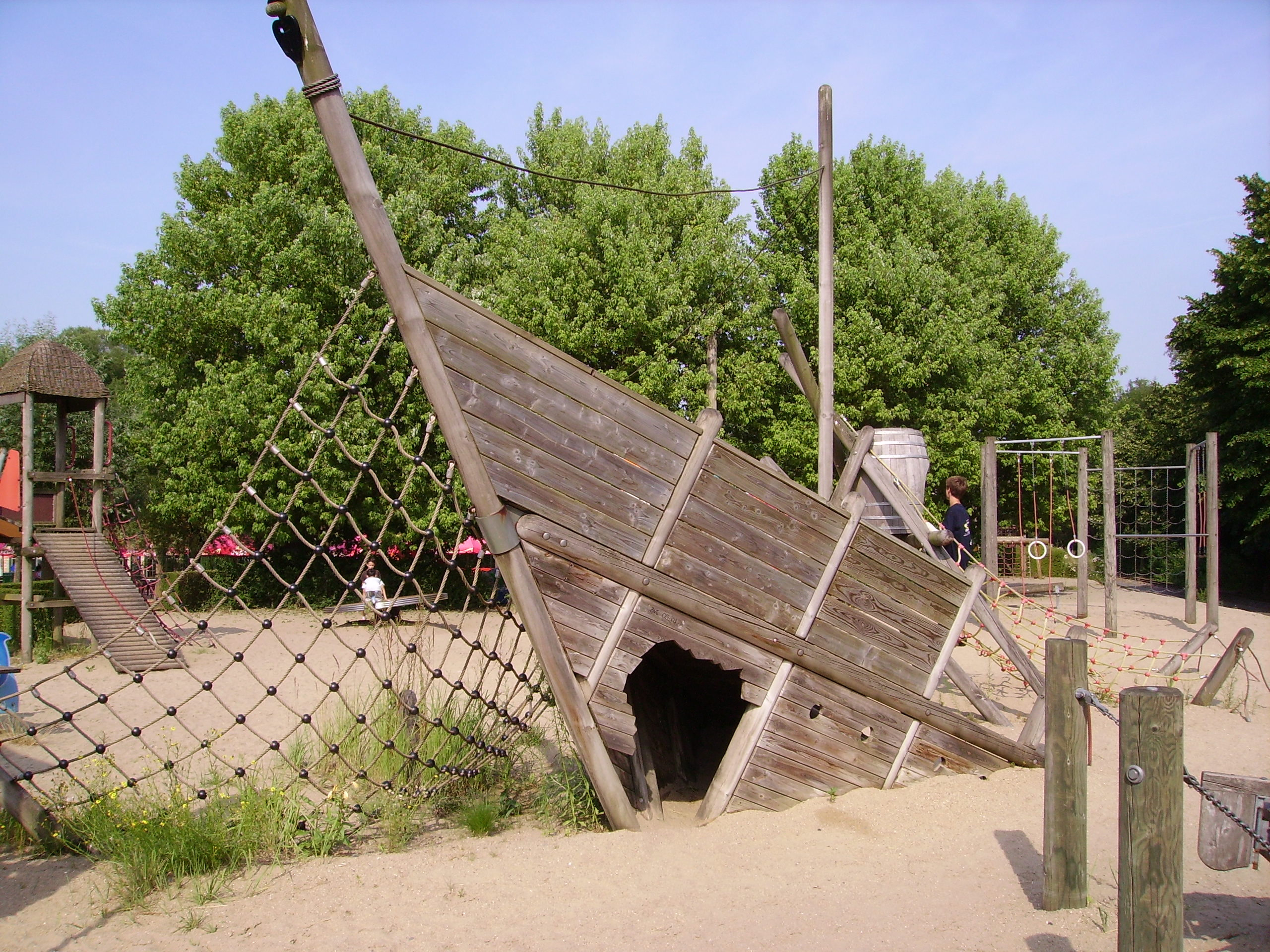
Kids Island.

- Bobo's Indoor : plaine de jeux intérieur 2009
- Bobo's Toren : Tower de Heege 2012
- Kiddy Fun
- Carrousel : carrousel de chevaux de bois
- Mini golf
- Toboggan : Toboggan aquatique
- Kids Island : Grande plaine de jeux
- Petit train : balade en petit train 1988
- Chevaux de bois : Chevaux Galopants
- Hurricane : Rockin' Tug de 24 personnes 2004
- Mini-farm
- Jumpy : Château gonflable.
- Calimero : carrousel
- Dolfi Swing : manège avions en forme de dauphins.
- Autoscooters : auto-tamponneuse
- Wave Swinger : manège à chaises volantes.
- Sancta Maria : bateau à bascule
- Old Timers : balade en vieux tacots 1988
- Orca Ride : montagnes russes en métal, modèle Tivoli du constructeur Zierer 2000
- Patinoire
- SeaDreams The movie : Cinéma
- Droptower : Spring Ride junior de Moser Rides 2009
- Spectacle de dauphins
- Spectacle d'otaries
- Spectacle de phoques
- Spectacle de rapaces

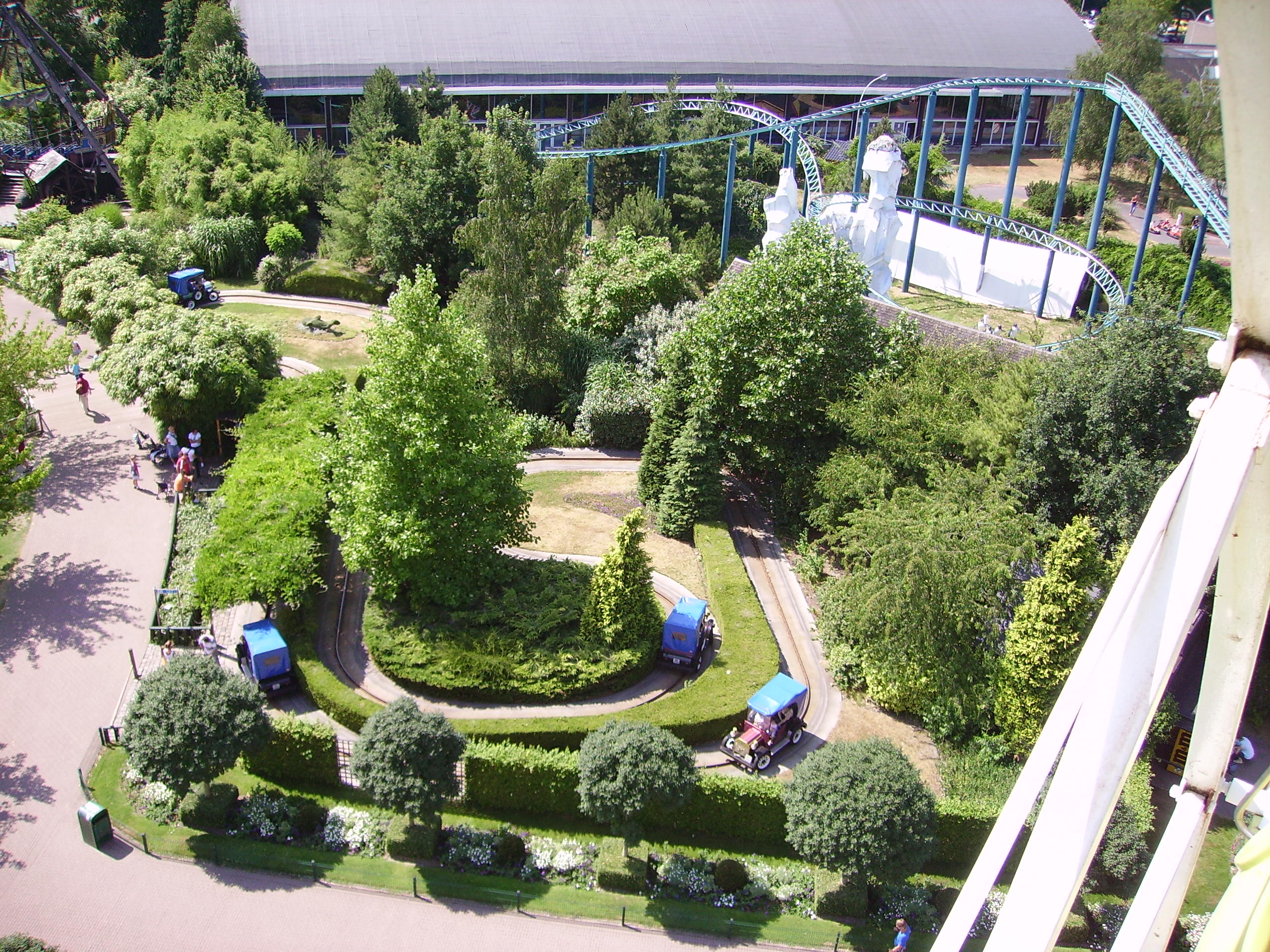
Old Timers et Orca Ride.

## Anciennes attractions
- Salon de tir
- Pédalos
- Mini karting
- Petit Manège
- Horloge Heirman (1977-2007)
- Explorer II : grande roue (1988-2013)
- Octopus : pieuvre (1989-2007)
- Octopussy Castle : train fantôme (1988-2008) Anciennement Castillo del Terror
- Space : manège avions (1988-2006)
- Mississippi : bateau à aubes (1981-2014)
- Freddie le requin : Music Express (1998)
- Un manège équestre
- Un palais du rire installé dans un bateau à quai
- Un spectacle de perroquets
- Une piste intérieure pour pratiquer patins à roulettes et rollers

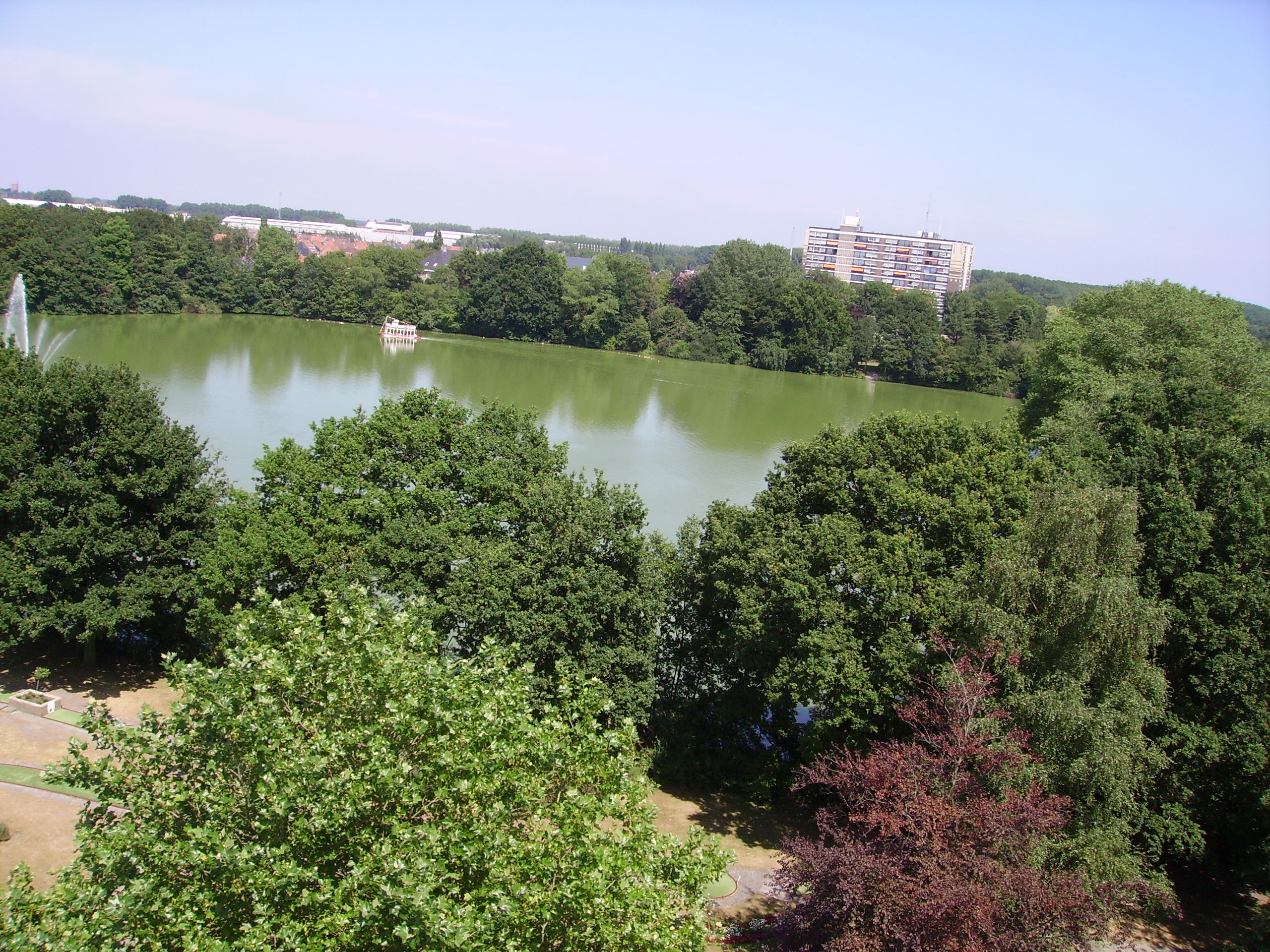
Mississippi sur le lac.
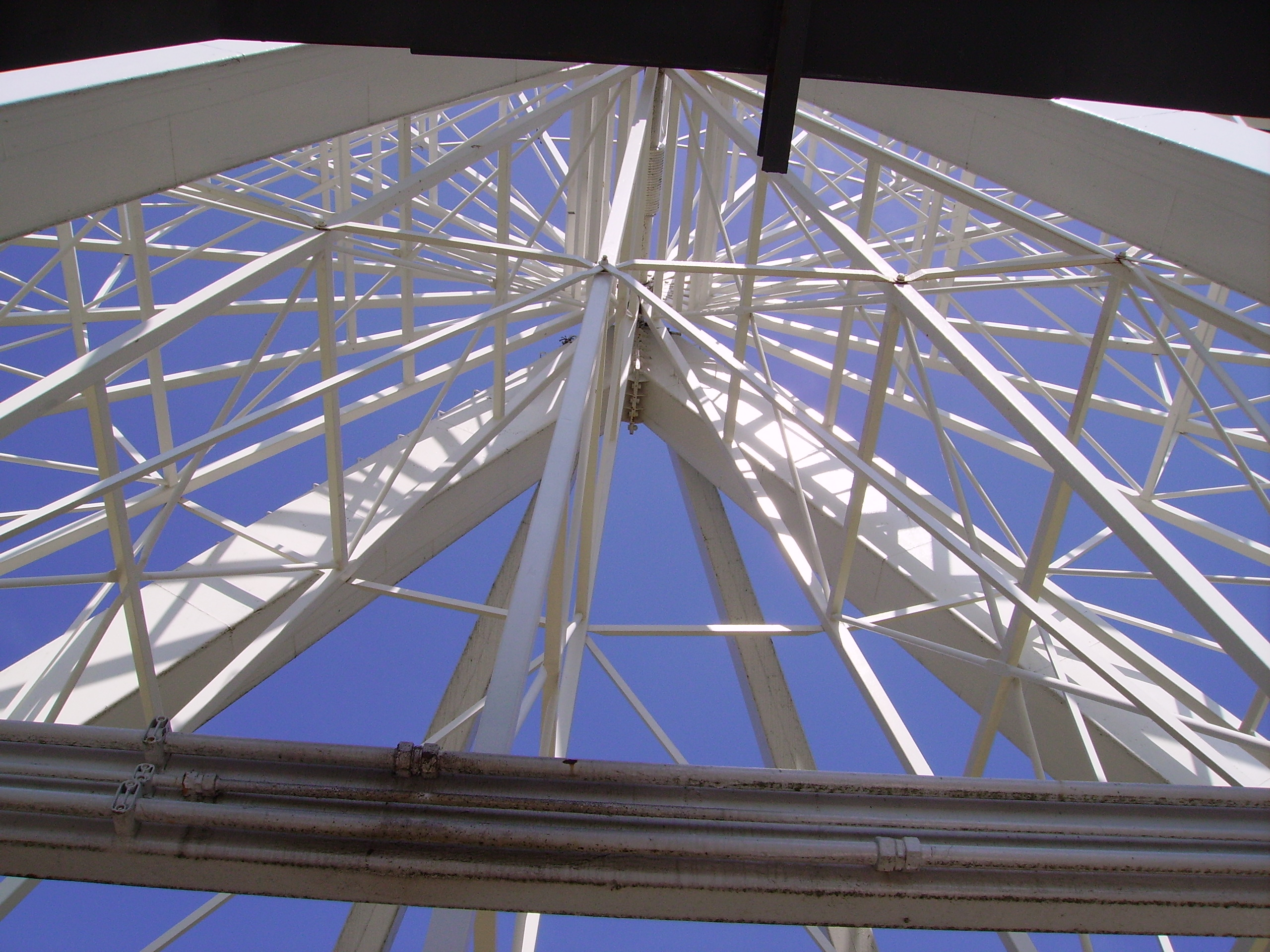
Grande roue